# Secondo capo scelto
Il grado di secondo capo scelto (o 2º capo scelto) è il grado militare apicale del ruolo sergenti inquadrato nella categoria dei sottufficiali della Marina militare italiana, è superiore del 2º capo ed inferiore al 2º capo aiutante. 
Il distintivo di grado del 2º capo scelto è formato da un binario sormontato dal grado di secondo capo, ovvero un gallone e due galloncini.

## Storia
Il grado è stato istituito nel 1995 con la legge sulla professionalizzazione delle forze armate italiane. 
Grado omologo era stato istituito nella Regia Marina con la denominazione di Secondo capo anziano nel 1907, in sostituzione del grado di capo di 3ª classe, mentre il grado di secondo capo assumeva la denominazione di Secondo capo (ordinario). Nel 1926 con la Legge nº 1178 dell'8 giugno 1926, "Organizzazione della Marina", recepita con foglio d'ordini nº 168 del 23 luglio 1926 veniva ripristinato il grado di capo di 3ª classe e il grado di secondo capo veniva articolato su tre livelli: Secondo capo anziano, Secondo capo (ordinario) e funzionante secondo capo. Nel 1932 i gradi di Secondo capo anziano e Secondo capo (ordinario) vennero unificati nel grado di secondo capo, mentre il funzionante secondo capo nel 1938 ha assunto la denominazione di Sergente.

## Insegne di grado

Il distintivo applicato sulla spalla dell'uniforme ordinaria invernale
Fregio da berretto rigido per sottufficiali e ruolo truppa in servizio permanente della Marina Militare, si noti lo sfondo blu sotto la torre e nell'ovale dell'ancoretta

### Corrispondenze
Le corrispondenze del ruolo sergenti nelle altre forze armate italiane
| Stato servizio                                                             | Esercito Italiano          | Marina Militare       | Aeronautica Militare       | Carabinieri                        |
| -------------------------------------------------------------------------- | -------------------------- | --------------------- | -------------------------- | ---------------------------------- |
| durante il corso di formazione                                             | allievo sergente           |                       |                            | allievo sovrintendente             |
| al termine del corso di formazione                                         | sergente                   | sergente              | sergente                   | vicebrigadiere                     |
| dopo 4 anni nel grado inferiore                                            | sergente maggiore          | secondo capo          | sergente maggiore          | brigadiere                         |
| dopo 5 anni nel grado inferiore                                            | sergente maggiore capo     | secondo capo scelto   | sergente maggiore capo     | brigadiere capo                    |
| Dopo 3/4/5/6 anni nel grado precedente (in base all'anzianità da sergente) | sergente maggiore aiutante | secondo capo aiutante | sergente maggiore aiutante | brigadiere capo qualifica speciale |

## Gradi omologhi in altre marine militari

### Stati Uniti
Nella US Navy il secondo capo scelto della Marina Militare può essere omologato al Chief
petty officer ovvero sottufficiale capo.